# Lacul Pomorie
Lacul Pomorie (în bulgară Поморийско езеро) este un lac în Bulgaria.